# Jennifer Love Hewitt
Jennifer Love Hewitt (n. 21 februarie 1979, Waco, Texas, SUA) este o actriță și compozitoare americană. Este cunoscută în special pentru aparițiile sale televizate în filmele companiei Fox, cum ar fi Party of Five, ca Sarah Reeves, apărând de asemenea în I Know What You Did Last Summer și continuarea sa I Still Know What You Did Last Summer ca Julie James. Între 2005 și 2010 a jucat în serialul CBS Mesaje de dincolo („Ghost Whisperer”), ca Melinda Gordon, o tânără ce poate comunica cu fantomele decedaților care nu au părăsit lumea terestră. În 2010 a jucat în filmul The Client List pentru care a primit o nominalizare la premiul Globul de Aur pentru cea mai bună actriță într-o miniserie. Ulterior a devenit producătoare și a jucat rolul principal în serialul The Client List (2012-2013), inspirat de film.  A făcut parte din distribuția serialului Minți criminale în sezonul 2014-15, iar din 2018 joacă în serialul 9-1-1.

## Viața
Hewitt s-a născut în Waco, Texas și a copilărit în Nolanville, Texas; după divorțul părinților ei, Jennifer și fratele ei au fost trecuți în grija mamei. Numele de „Jennifer” l-a primit la sugestia fratelui mai mare, după numele unei fete pe care o îndrăgise în copilărie, iar cel de-al doilea, „Love”, fusese pus de mama ei după numele celei mai bune prietene pe care o avusese în colegiu.
De mică, Jennifer a fost atrasă de muzică, pasiune ce a condus la primele ciocniri cu industria muzicală. La vârsta de trei ani, a cântat melodia „The Greatest Love of All” la un festival local. Anul următor, în cadrul unui eveniment similar, publicul a fost uimit de prestația ei, prin melodia „Help Me Make It Through the Night”.
Până la vârsta de cinci ani, Jennifer deja devenise maestră în step și balet. La nouă ani, a devenit membră a „Texas Show Team”. La zece ani, la sugestia „cercetașilor talentați” și după câștigarea titlului „Texas Our Little Miss Talent Winner”, s-a mutat în Los Angeles, California, alături de mama ei în încercarea de a face carieră în industria cinematografică și muzicală.
Imediat după ce s-a mutat în Los Angeles, Hewitt a apărut în peste 20 de reclame TV. Prima ocazie s-a ivit atunci când a primit un rol în show-ul „Kids Incorporated” (1989-1991) al postului TV Disney. Au urmat roluri în seriale de televiziune slab cotate printre care: „Shaky Ground” (1992-1993), „The Byrds of Paradise” (1994) și „McKenna” (1994-1995). A devenit celebră prin serialul „Party of Five” (1995-1999), în care a interpretat rolul lui Sarah Reeves.

## Cariera
Primul său film de lung metraj a fost „Munchie” (1992). A devenit o vedetă de cinema, odată cu prestația din filmul horror „I Know What You Did Last Summer” (1997), care a cunoscut un succes răsunător la nivel mondial. Filmul le-a adus popularitatea atât lui Hewitt, cât și colegilor ei de pe platourile de filmare, Freddie Prinze Jr., Ryan Phillippe și Sarah Michelle Gellar. Au urmat „I Still Know What You Did Last Summer” (1998), „Can't Hardly Wait” (1998) și „Heartbreakers” (2001). 
În anul 2000, Hewitt a apărut în „The Audrey Hepburn Story”. În același an, a fost desemnată „cea mai populară actriță de televiziune„, datorită ratingului înalt obținut (37). Din aceste considerente, compania Nokia a ales-o purtător de cuvânt, datorită "imaginii proaspete" și "un simbol al tinereții".
În anul 2001, a apărut în videoclipul lui Enrique Iglesias, „Hero”. Hewitt a compus melodia „I'm Gonna Love You” pentru filmul animat „The Hunchback of Notre Dame II” deși, era o binecunoscută cântăreață la momentul respectiv, personajul său, Madellaine, era singurul care nu cântă în film. Cântecul a câștigat distincția pentru cel mai bun cântec, în cadrul Premiilor DVD.
Din septembrie 2005, Hewitt este protagonista serialului de televiziune „Ghost Whisperer”. A fost rugată să joace rolul Julietei în filmul „Romeo+Juliet”, dar regizorul simțea că nu are un aer modern. Rolul i-a fost acordat lui Claire Danes. A trebuit să renunțe și la rolul lui Darlene din „Brokedown Palace” datorită problemelor legate de program. Hewitt a mai dat probe pentru rolul Elektrei din „Daredevil”.

## Viața personală
Hewitt a început să iasă cu actorul scoțian Ross McCall din ianuarie 2006, după ce a apărut într-un episod din serialul „Ghost Whisperer”. În noiembrie 2007, într-o vacanță în Hawaii, cei doi s-au logodit, însă Hewitt a rupt logodna la finalul anului 2008. A mai avut legături amoroase cu cântărețul John Mayer, prezentatorul MTV Carson Daly, cântărețul/compozitorul Rich Cronin, actorul/cântărețul Joey Lawrence și actorul Will Friedle. Din martie 2012 a avut o legătură romantică cu Bryan Hallisay, colegul din serialul The Client List. În iunie 2013 Hewitt a anunțat că e însărcinată. Cei doi s-au căsătorit pe 20 noiembrie 2013, iar șase zile mai târziu s-a născut fiica lor. În iunie 2015 Hewitt a născut un băiat, iar în august 2021 a venit pe lume al treilea copil al cuplului.

## Filmografie
- 2007 Cel mai scurt drum spre fericire (Shortcut to Happiness), regia Alec Baldwin